# The Last to Know
”The Last to Know” jest piosenką z debiutanckiego albumu anglojęzycznego kanadyjskiej piosenkarki Céline Dion Unison. Piosenka została wydana 6 maja 1991 jako czwarty sigiel w Kanadzie, jako trzeci 24 czerwca 1991 w USA, a w reszcie świata 2 września 1991.
"The Last to Know” została napisana przez Brocka Walsha i Phila Galdstona, i nagrana pierwotnie przez Sheena Easton w 1987 roku. Wersję Dion wyprodukował Christopher Neil w Londynie w West Wide Studios.
W Wielkiej Brytanii „The Last to Know” została wydana jako drugi singiel komercjalny (po „Where Does My Heart Beat Now”), ponieważ „(If There Was) Any Other Way” była tylko singlem promocyjnym.
B Side'em do tego singla była piosenka „Unison”, która została wydana jako singiel tylko w Kanadzie i Japonii.
Teledysk wyreżyserowany przez Dominica Orlando został nakręcony w Hollywood w Los Angeles i włączono go do VHS Dion Unison.
Piosenka doszła w Kanadzie do 17 miejsca na liście sprzedaży singli i do 13 na Contemporary Hit Radio Chart. „The Last to Know” odniosła również niewielki sukces na jednej z list Billboardu - Hot Adult Contemporary Tracks, gdzie doszedł do 22 miejsca.

## Formaty i utwory
2-track CD-single – (U.S., JP)
1. „The Last to Know” (album version) – 4:35
2. „Unison” (single mix with rap) – 4:04

2-track CD-single – (EU, CA, AU)
1. „The Last to Know” (edit) – 4:19
2. „Unison” (album version) – 4:13

3-track CD-single – (EU)
1. „The Last to Know” (edit) – 4:19
2. „Unison” (album version) – 4:13
3. „If We Could Start Over” – 4:22

## Oficjalne wersje
1. „The Last to Know” (edit) – 4:19
2. „The Last to Know” (album version) – 4:35

## Pozycje, sprzedaż i certyfikaty
| Kraj                                          | Pozycja | Certyfikat | Sprzedaż |
| --------------------------------------------- | ------- | ---------- | -------- |
| Kanada - Singles Chart                        | 17      | -          | -        |
| Kanada - Contemporary Hit Radio Chart         | 13      | -          | -        |
| USA - Billboard Hot Adult Contemporary Tracks | 22      | -          | 5,000    |